# Židovská nemocnice (Třebíč)
Židovská nemocnice (také špitál nebo krankenhaus) je bývalá nemocnice v židovské čtvrti v Třebíči. Od roku 2011 je budova zařazena do seznamu Kulturních památek České republiky. Budova stojí v Pomezní ulici č.p. 108, č.o. 23 v části Zámostí.

## Historie
Původní špitál v židovské čtvrti v Třebíči byl zřízen v roce 1654. Později se jako lékařské zařízení používal i obecní dům. Budova současné památkově chráněné nemocnice byla postavena v roce 1852 (dle jiných zdrojů v roce 1856), její kapacita byla 24 pacientů. Prvním vedoucím lékařem byl Sigmund Schusny (dle jiných zdrojů Šimon Schusny). Roku 1901 byla budova nemocnice předána do vlastnictví židovské obce, resp. židovské politické a ne náboženské obce. V roce 1927 byla přízemní stavba nadstavěna o třetí patro a od roku 1949 používána pro obytné účely jako bytový dům. Stavba druhého patra není historicky doložena.
V roce 2009 byla budova nemocnice navržena na zapsání do seznamu kulturních památek ČR. Město Třebíč však zpočátku bylo proti, neboť budova byla využívána jako byty pro sociálně slabé občany. Město chtělo pro budovu najít lepší využití a financování pro rekonstrukci objektu. To se nakonec povedlo a budova byla v roce 2010 za 601 tisíc Kč prodána třebíčské společnosti Kapucín, která budovu rekonstruovala jako bytový dům. Dne 5. března se budova stala Kulturní památkou České republiky.

## Stavební popis
Budova je dvoupatrová, čtvercového půdorysu. Průčelí je orientováno do Pomezní ulice jižním směrem, součástí budovy je hospodářské zázemí a dvorek. Z budovy do druhé části dvora vede betonový mostek. Hospodářské zázemí je tvořeno budovou s půdorysem do písmene L. Pozemek je ohraničen cihelnou ohradní zdí. Budova byla postavena až po formálním zániku ghetta, interiér budovy je dochován v původní podobě a dispozici.